# Kheyrabad, Kerman
Kheyrabad (în persană خيراباد, romanizat și ca Kheyrābād; cunoscut și sub numele de Khairābād) este un sat din districtul rural Derakhtengan, în districtul central al județului Kerman, provincia Kerman, Iran. La recensământul din 2006, populația sa era de 19 de locuitori, în 5 familii.